# Don Caballero
Pour les articles homonymes, voir Caballero.
Don Caballero est un groupe de math rock instrumental américain, originaire de Pittsburgh, en Pennsylvanie. Il est formé durant l'été 1991, et séparé en 2009, après deux retours. Don Caballero forme le groupe, qui compte au total cinq albums studio chez Touch and Go Records entre 1993 et 2000. La capacité instrumentale du groupe se centrait sur le batteur Damon Che. Après leur séparation en 2001, Che recrute du nouveau personnel pour reformer Don Caballero en 2003 et publier deux albums, World Class Listening Problem et Punkgasm chez Relapse Records avant de se séparer de nouveau en 2009.
Le nom du groupe s'inspire du personnage de Guy Caballero, venant d'un programme comique de télévision appelé Second City Television. Dans la parodie du film Le Parrain par Second City Television, Guy Caballero est appelé Don Caballero.

## Biographie

### Débuts

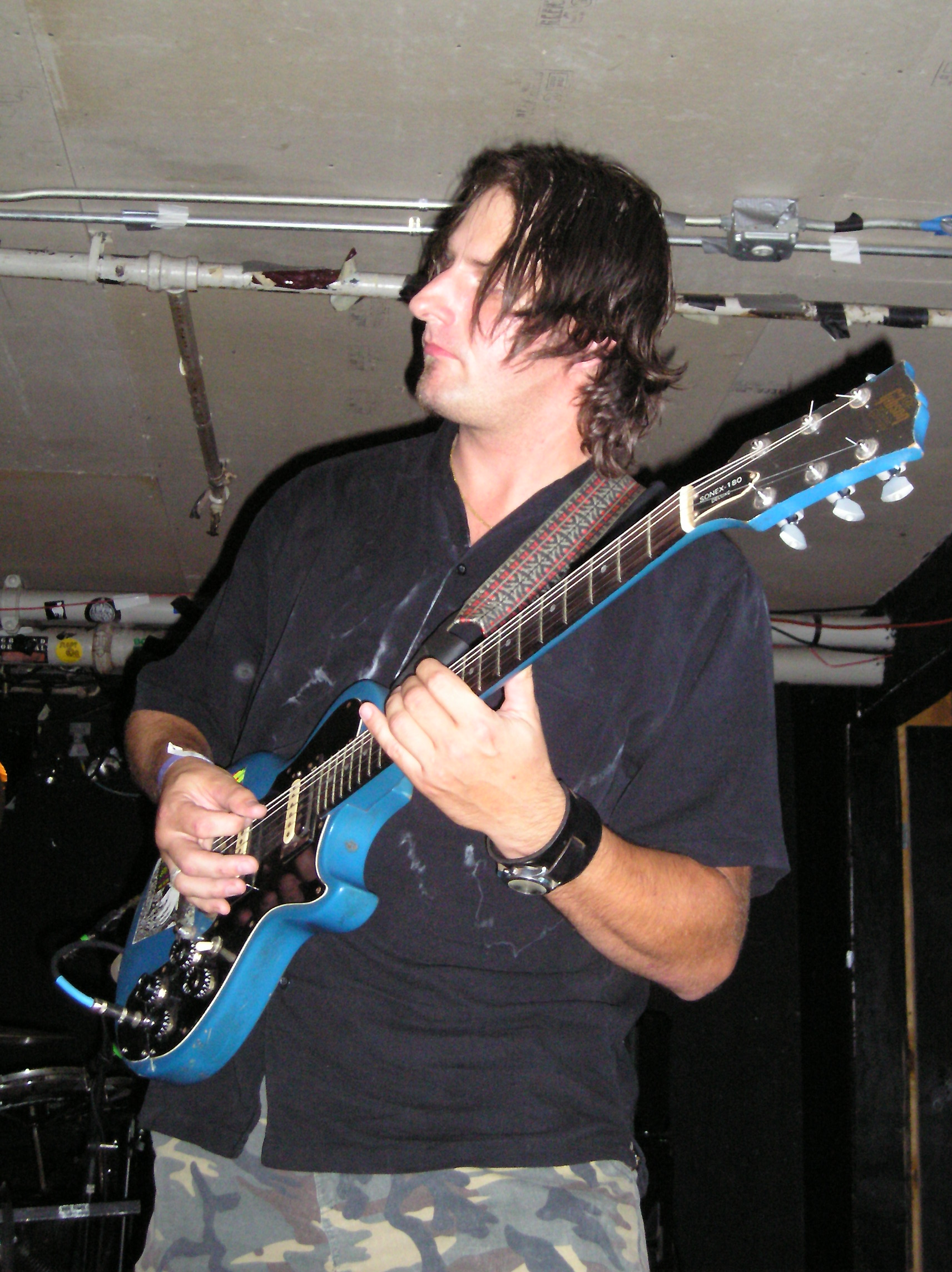
Don Caballero au Middle East Downstairs, avec 27, Deadboy, et The Elephantmen.

La formation originale du groupe comprend Damon Che (batterie), Mike Banfield (guitare), et Pat Morris (basse). Les membres de Don Caballero souhaitait un chanteur, et recruter un second guitariste. Mais le trio préfère rester un groupe instrumental.
Le style énergique et non conventionnel du batteur Che est souvent félicité, et se fait surnommer The Octopus (la pieuvre) grâce à la rapidité de ses gestes. Le trio Don Caballero publie deux singles pour le labels locaux labels Pop Bus et Broken Giraffe en 1992 avant l'arrivée d'Ian Williams comme second guitariste. Une session d'enregistrement avec Steve Albini et un contrat avec le prestigieux label Touch and Go Records de Chicago mènent à la sortie d'un nouveau single, puis d'un premier album, For Respect, en 1993. À la fin 1993, le bassiste Pat Morris quitte Don Caballero pour former le groupe Six Horse avec le batteur Bill Baxter. Entre 1994 et 1995, plusieurs bassistes alternent au sein de Don Caballero, comme Len Jarabeck, Dave Reid, Matt Jencik, et George Draguns.
En 1995, le groupe sort son deuxième album, Don Caballero 2. Peu après cette sortie, Che et Williams commencent à étendre leur palette musicale respective : Che avec le groupe Speaking Canaries (aux côtés du bassiste Karl Hendricks et du batteur Noah Leger) et Williams avec Storm and Stress, un trip de rock expérimental avec le bassiste Eric Emm (Tanlines) et le batteur Kevin Shea.

### Première retour
En 1997, le groupe revient après près de deux ans de pause, aux côtés de leur premier bassiste Pat Morris. Ilss sortiront une suite à Don Caballero 2, intitulée What Burns Never Returns. À la fin 1998, Pat Morris part de nouveau du groupe et est remplacé par le bassiste Eric Emm. Le groupe effectue une tournée nord-américaine puis européenne avant de publier une compilation intitulée Singles Breaking Up (Vol. 1). À cette période, Mike Banfield se retire du groupe, et est remplacé par le guitariste Jon Fine tournant en soutien à l'album What Burns....

### Deuxième retour
Che reforme Don Caballero en 2003 avec une nouvelle formation composée des membres du groupe Creta Bourzia : Jeff Ellsworth à la guitare, Gene Doyle à la guitare, et Jason Jouver à la basse (Mike Banfield et Pat Morris ont été invités mais ont refusé).
Le nouveau Don Caballero signe avec le label Relapse Records en 2005 et publie l'album World Class Listening Problem au début de 2006. Le groupe tourne en son soutien en 2006 et 2007. Jeff Ellsworth quitte Don Caballero en 2006 et le trio commencent de nouvelles chansons en 2007, avec Damon Che au chant. Plus tard sort l'album Punkgasm le 19 août 2008.

### Séparation
Don Caballero ne joue plus en live depuis 2009, mais compte déjà trois albums d'archives musicales : Gang Banged With a Headache, and Live (enregistré en live en 2003; publié en 2012) ; Five Pairs of Crazy Pants. Wear 'Em: Early Caballero (premier album live du groupe en 1991 ; publié en 2014), et Look at them Ellie Mae Wrists Go!: Live Early Caballero (le deuxième live show du groupe en 1992 ; publié en 2014).
En 2014, Damon Che explique au magazine Noisey: Music by Vice, que Don Caballero existe encore techniquement. Cependant, en 2017, lors d'une apparition sur le podcast The Trap Set, Che indique que Don Caballero a cessé toute activité depuis son dernier concert en Espagne, en 2009.

## Membres

### Derniers membres
- Damon Che Fitzgerald - batterie, chant (1991–1995, 1997–2000, 2003–2009)
- Gene Doyle - guitare (2003–2009)
- Jason Jouver - guitare basse (2003–2009)

### Anciens membres
- Mike Banfield - guitare (1991–1999)
- Ian Williams - guitare (1992–2000)
- Pat Morris - guitare basse (1991–1994, 1997–1998)
- Eric Emm - guitare basse (1998–2000)
- Matt Jencik - guitare basse (1994–1996)
- George Draguns - guitare basse (1994, 1995)
- Leonard "Len" Jarabeck - guitare basse (début des années 90, en concert uniquement)
- Dave Reid - guitare basse (début des années 90, en concert uniquement)
- Jon Fine - guitare (1999, en concert uniquement)
- Jeff Ellsworth - guitare (2003-fin 2006)

## Discographie

### Albums studio
- 1993 : For Respect
- 1995 : Don Caballero 2
- 1998 : What Burns Never Returns
- 2000 : American Don
- 2006 : World Class Listening Problem
- 2008 : Punkgasm

### Album live
- 2012 : Gang Banged With a Headache, and Live

### Singles et EP
- 1992 : Lucky Father Brown / Belted Sweater / Shoeshine 7"
- 1992 : Unresolved Karma / Puddin' In My Eye 7"
- 1993 : Andandandandandandandand / First Hits 7"
- 1993 : Our Caballero / My Ten-Year-Old Lady is Giving It Away 7"
- 1996 : Chunklet 7" - Waltor / Shuman Center 91
- 1998 : Trey Dog's Acid / Room Temperature Lounge 7"

### Compilations
- 1999 : Singles Breaking Up (Vol. 1)